# Claude-Pierre Dornier
Claude-Pierre Dornier (20 juin 1746, Dampierre-sur-Salon - 2 novembre 1807, Dijon) est un maître de forge et homme politique français.

## Biographie
Fils d'un négociant qui possédait de vastes propriétés dans la Haute-Saône, il devint maître de forges à Dampierre-sur-Salon, fit partie, en 1790, de l'administration départementale le la Haute-Saône, et fut élu, le 5 septembre 1792, membre de la Convention par le département de la Haute-Saône. Il vota la mort de Louis XVI. Il effectue une importante mission en Vendée insurgée entre août 1794 et juin 1795. Il relatera cette expérience dans des carnets de route. 
Le 4 brumaire an IV, il entra comme ex-conventionnel au Conseil des Cinq-Cents, fit établir (4 frimaire) le traitement des messagers d'État au Corps législatif à la valeur représentative de 1,500 milligrammes de froment, et celui des secrétaires rédacteurs à celle de 2,250 ; le premier traitement fut modifié, sur sa proposition, le 24 frimaire suivant, et porté de 1,500 à 2,000 milligrammes. Réélu au Conseil des Cinq Cents par le département de la Haute-Saône, le 23 germinal an VI, il devint secrétaire du Conseil le 1er frimaire an VII. Le coup d'État du 18 brumaire mit fin à sa carrière politique. Il accepta cependant la nouvelle Constitution avec enthousiasme.
Il reprit alors la direction de ses forges et la gestion de ses grandes propriétés. Un de ses biographes rapporte qu'il acquit, en 1794, comme bien national, les forges de Pesmes confisquées sur le duc de Choiseul, émigré. Ayant appris que Mlle de Choiseul n'avait pas quitté la France, il lui fit accepter une pension de 3,000 francs, et, après la radiation de M. de Choiseul de la liste des émigrés, lui compta 90,000 francs, somme qui représentait ses bénéfices sur les forges de Pesmes. Dornier laissa en mourant à ses douze enfants une fortune évaluée à 6 ou 7 millions.